# アルバロ・フェルナンデス・カレーラス
アルバロ・フェルナンデス・カレーラス（Álvaro Fernández Carreras、2003年3月23日 - ）は、スペイン・ガリシア州フェロル出身のサッカー選手。プリメーラ・ディビシオン・レアル・マドリード所属。ポジションはDF。

## クラブ経歴
ガリシア州のフェロルに生まれ、地元ガリシア州のクラブでサッカーを始め、2017年にはレアル・マドリードのカンテラに入団した。2020年9月22日、18歳を迎えると同時にマンチェスター・ユナイテッドFCへの移籍が発表され、2021-22シーズンからトップチームの練習に参加するようになった。
2022年7月26日、EFLチャンピオンシップのプレストン・ノースエンドFCへ1シーズンの間レンタル移籍をした。
2023年9月1日、2023-24シーズンはグラナダCFへレンタル移籍することが決定した。
2024年1月14日、2023-24シーズン終了までSLベンフィカへのレンタル移籍が発表された。
2025年7月14日、ユース時代を過ごした古巣のレアル・マドリードに完全移籍が決定。契約期間は2031年6月30日までの6年間。

## 代表経歴
2021年からスペインの世代別代表へ招集されている。